# Suczki (Gołdap)
Suczki (deutsch Sutzken, 1933–1945 Hitlershöhe) ist ein kleiner Ort im Nordosten der polnischen Woiwodschaft Ermland-Masuren und gehört zur Gmina Gołdap (Stadt- und Landgemeinde Goldap) im Powiat Gołdapski (Kreis Goldap).

## Geographische Lage
Suczki liegt am Nordwesthang der Szeskie Wzgórza (Seesker Höhe) unweit von Wronki Wielkie (Groß Wronken, 1938–1945 Winterberg) an der Woiwodschaftsstraße 650, die von Gołdap (Goldap) über Węgorzewo (Angerburg) nach Barciany (Barten) führt. Bis 1945 bestand über die Station Grabowo Anschluss an die Bahnstrecke von Goldap über Benkheim (heute polnisch: Banie Mazurskie) nach Angerburg (Węgorzewo).

## Ortsname
Das heute polnische Suczki trug bis 1933 die Ortsbezeichnung Sutzken, die damals in der Provinz Ostpreußen mehrfach vorkam. Auch der heutige Ortsname Suczki tritt in der heutigen Woiwodschaft Ermland-Masuren öfter auf.
Am 9. März 1933 stellte die Gemeinde Sutzken mit ihrer angeblich zu 95 % nationalsozialistischen (gegenüber 5 % deutschnationalen) Einwohnerschaft den Antrag auf Umbenennung in „Hitlershöhe“. Hitlers Einwilligung erfolgte am 12. April 1933 unter der Voraussetzung, dass die zuständige Verwaltungsbehörde ihre Zustimmung erteilte. Diese verfügte die Namensänderung am 27. Oktober 1933. Nach dem Zweiten Weltkrieg wurde der Ort in Suczki umbenannt.

## Geschichte
Das vormalige Sutzken war am 18. März 1874 eine von 13 Landgemeinden, die den Amtsbezirk Skötschen (1939–1945 Grönfleet, heute polnisch: Skocze) bildeten. Er gehörte bis 1945 zum Landkreis Goldap im Regierungsbezirk Gumbinnen in der preußischen Provinz Ostpreußen. Im Jahre 1910 zählte Sutzken 154 Einwohner, 1933 waren es 160 und 1939 noch 133.
Infolge des Zweiten Weltkriegs kam Sutzken alias Hitlershöhe unter polnische Verwaltung und erhielt den Namen Suczki. Der Ort, in dem heute 40 Einwohner leben, ist Teil der Gmina Gołdap im Powiat Gołdapski in der Woiwodschaft Ermland-Masuren (von 1975 bis 1998 Woiwodschaft Suwałki).

## Kirche
Sutzken bzw. Hitlershöhe gehörte mit überwiegend evangelischer Bevölkerung bis 1945 zum Kirchspiel der Neuen Kirche Goldap im Kirchenkreis Goldap in der Kirchenprovinz Ostpreußen der Evangelischen Kirche der Altpreußischen Union. Die katholischen Kirchenglieder waren in das Bistum Ermland eingegliedert.